# Минатодзаки, Сана
Сана Минатодзаки (яп. 湊崎 紗夏 Минатодзаки Сана, род. 29 декабря 1996, Осака), более известная как Сана — японская певица. Является участницей южнокорейской гёрл-группы Twice и саб-юнита MiSaMo.

## Биография и карьера

### 1996−2014: Ранние годы и 6Mix

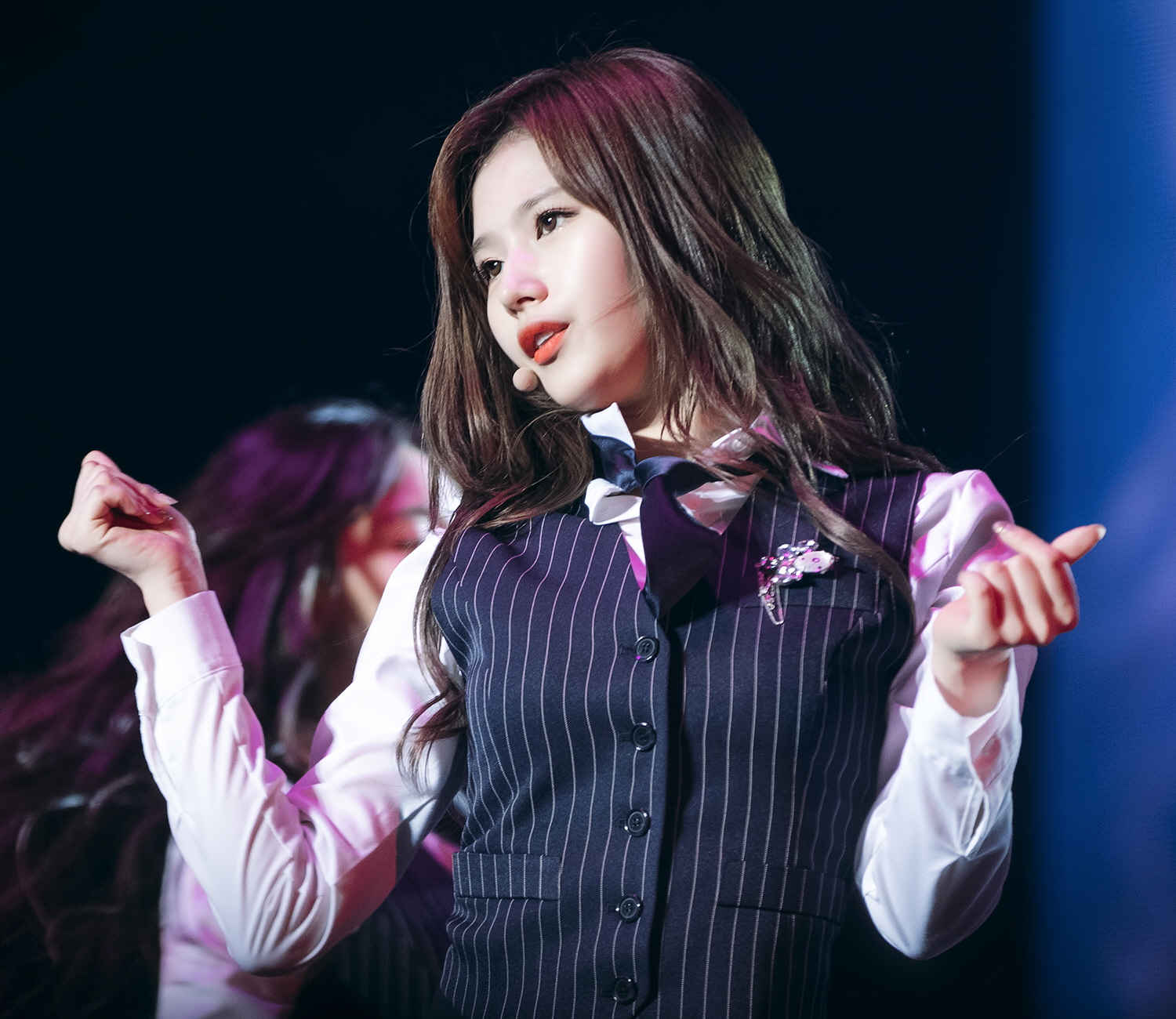
Сана на концерте TWICELAND, май 2018 года

Минатодзаки Сана родилась 29 декабря 1996 года в Осаке, Япония. Является единственным ребёнком в семье. С 2009 года посещала EXPG (Exile Professional Gym) — профессиональную японскую школу танцев. Впервые девушка заинтересовалась корейской музыкой в 2011 году, когда в Японии стремительно расширялась популярность Girls’ Generation и Kara. Будучи девятиклассницей, Сана была замечена работниками JYP Entertainment, одного из крупнейших южнокорейских агентств. Первоначально она отклонила предложение пройти кастинг, но после того как узнала, что Уён и Сюзи являются его артистами, согласилась. 13 апреля 2012 года Сана прошла прослушивание, станцевав под «Mr.Taxi» Girls’ Generation, и была принята в компанию в качестве трейни.
Изначально Сана должна была дебютировать в составе новой женской группы 6Mix вместо ушедшей Сесилии. В коллективе уже были задействованы Наён, Чонён, Чжихё, Минён и Лена. Вскоре Лена ушла, и дебют отменили. В 2014 году, когда дебютировали Got7, Сана снялась в их видеоклипе на сингл «A».

### 2015−настоящее время: «Шестнадцать», дебют в Twice и сольные начинания
В апреле 2015 года стало известно, что JYP совместно с Mnet приступит к съёмкам реалити-шоу «Шестнадцать» (англ. Sixteen), где шестнадцать трейни агентства будут бороться за шанс дебютировать в составе новой женской группы Twice, где в финальном составе окажется только семь участниц; Сана была подтверждена как одна из девушек, кто примет участие в шоу. На протяжении всех эпизодов девушка была одной из популярных участниц и в финале попала в группу, однако в последний момент Пак Чин Ён изменил решение, и в состав Twice вошли уже девять человек — были добавлены Момо и Цзыюй. Таким образом, часть группы состояла из ранее будущих участниц 6Mix, которые так и не дебютировали: Наён, Чонён и Чжихё также были выбраны в финальный состав.
Дебют Twice состоялся 20 октября 2015 года с мини-альбомом The Story Begins. Значительной популярности группа добилась весной 2016 года с выходом сингла «Cheer Up», который стал хитом в Корее и позволил одержать победу в номинации «Песня Года» на Mnet Asian Music Awards, что ознаменовало первый дэсан в карьере коллектива. В сентябре 2016 года Сана стала первой участницей группы, выпустившей свой собственный «Проект Мелодии» (англ. Melody Project), представ в образе суперзлодейки DC Comics, Харли Квинн.
Сана также была MC на телевидении: была ведущей Music Core вместе с Чонгуком из BTS, становилась ведущей на M!Countdown, а также вела ежегодный музыкальный фестиваль KBS Song Festival в 2017 году вместе с Чином из BTS, Чханёлем из EXO, Айрин из Red Velvet, Солой из Mamamoo, Мингю из Seventeen, Йерин из GFriend и Кан Даниэлем (бывший участник Wanna One).

## Артистизм
В Корее Сана известна своим достаточно милым образом и сладким голосом, который нравится многим поклонникам группы. Кроме того, девушка не раз создавала тренды, которые позже широко обсуждались в стране и повторялись даже среди других знаменитостей: известная строчка «shy shy shy», исполненная Саной, стала феноменом 2016 года из-за эгьё (то есть была исполнена очень мило). В 2017 году, во время промоушена Twice с синглом «Signal» социальные сети покорил момент из шоу «Всезнающие братья», где во время игры «Крик в тишине» Сана очень мило сказала фразу «сырный кимбап».

## Личная жизнь

### Скандал со сменой эпохи Хэйсэй
1 мая 2019 года на японский престол взошёл 126-й по счёту император Нарухито, и наступила новая эра Рэйва. 30 апреля, в последний день эпохи Хэйсэй, Сана опубликовала в общем Инстаграме группы следующее сообщение:
[…] Как человек, рождённую в эту эру, я чувствую некоторую грусть из-за завершения Хэйсэя, но мне хотелось бы сказать ‘хорошая работа’ этой эпохе.
Несмотря на то, что публикация не несла в себе негативных предпосылок, в тот же день было оставлено тысячи комментариев с критикой в адрес Саны. Некоторые увидели в её словах «недостаток сочувствия» по отношению к Корее, так как японских императоров там называют «королями», это остаётся неотделимым от имперской Японии; также послание отнесли оскорбительным по отношению к истории нахождения Кореи под властью Японии в период с 1910 по 1945 годы.

## Дискография

### Авторство в написании песен
| Год  | Артист | Альбом         | Песня                 |
| ---- | ------ | -------------- | --------------------- |
| 2018 | Twice  | Summer Nights  | «Shot Thru the Heart» |
| 2019 | Twice  | Fancy You      | «Turn It Up»          |
| 2019 | Twice  | Feel Special   | «21:29»               |
| 2020 | Twice  | Eyes wide open | «Do What We Like»     |
| 2021 | Twice  | Taste of Love  | «Conversation»        |
| 2022 | Twice  | Celebrate      | «Celebrate»           |
| 2023 | Twice  | Masterpiece    | «Rewind you»          |

## Фильмография

### Телевизионные шоу
| Год  | Название                          | Телеканал | Роль      | Ссылки |
| ---- | --------------------------------- | --------- | --------- | ------ |
| 2015 | Sixteen                           | Mnet      | Участница | [ 6 ]  |
| 2016 | Idol Star Athletics Championships | MBC       | Гость     | [ 24 ] |
| 2017 | KBS Song Festival                 | KBS       | Гость     | [ 25 ] |
| 2019 | Idol Star Athletics Championships | MBC       | Гость     |        |